# Филип Зимбардо
Филип Зимбардо (на английски: Philip Zimbardo) е американски социален психолог, известен с така наречения Станфордски затворнически експеримент.

## Биография
Роден е на 23 март 1933 г. По произход е италианец, но израства в Южен Бронкс (Ню Йорк, САЩ). Бакалавърска степен получава от колежа на Бруклин, магистратура и докторска степен – в Йейлския университет.
След като известно време работи в Университета на Ню Йорк, Зимбардо започва да преподава в Станфордския университет. В мазето на университета той пригодява три от кабинетите за затворнически килии и провежда прочутия си Затворнически експеримент, при който на случаен принцип разпределя 24 студенти доброволци да бъдат „надзиратели“ и „затворници“. Въпреки че по план експериментът е трябвало да продължи 2 седмици, на шестия ден от началото му, самият Зимбардо го прекъсва по етични съображения и най-вече – понеже част от участниците до такава степен се вписват в ролите си на „надзиратели“, че започват да налагат системен и садистичен тормоз над „осъдените“, които от своя страна изпадат в остри депресивни състояния и безнадеждност.

## Издадени на български език
- Ефектът „Луцифер“, изд.: ИК „Изток-Запад“, София (2017), прев. Людмила Андреева